# تقييم ذاتي للرقابة

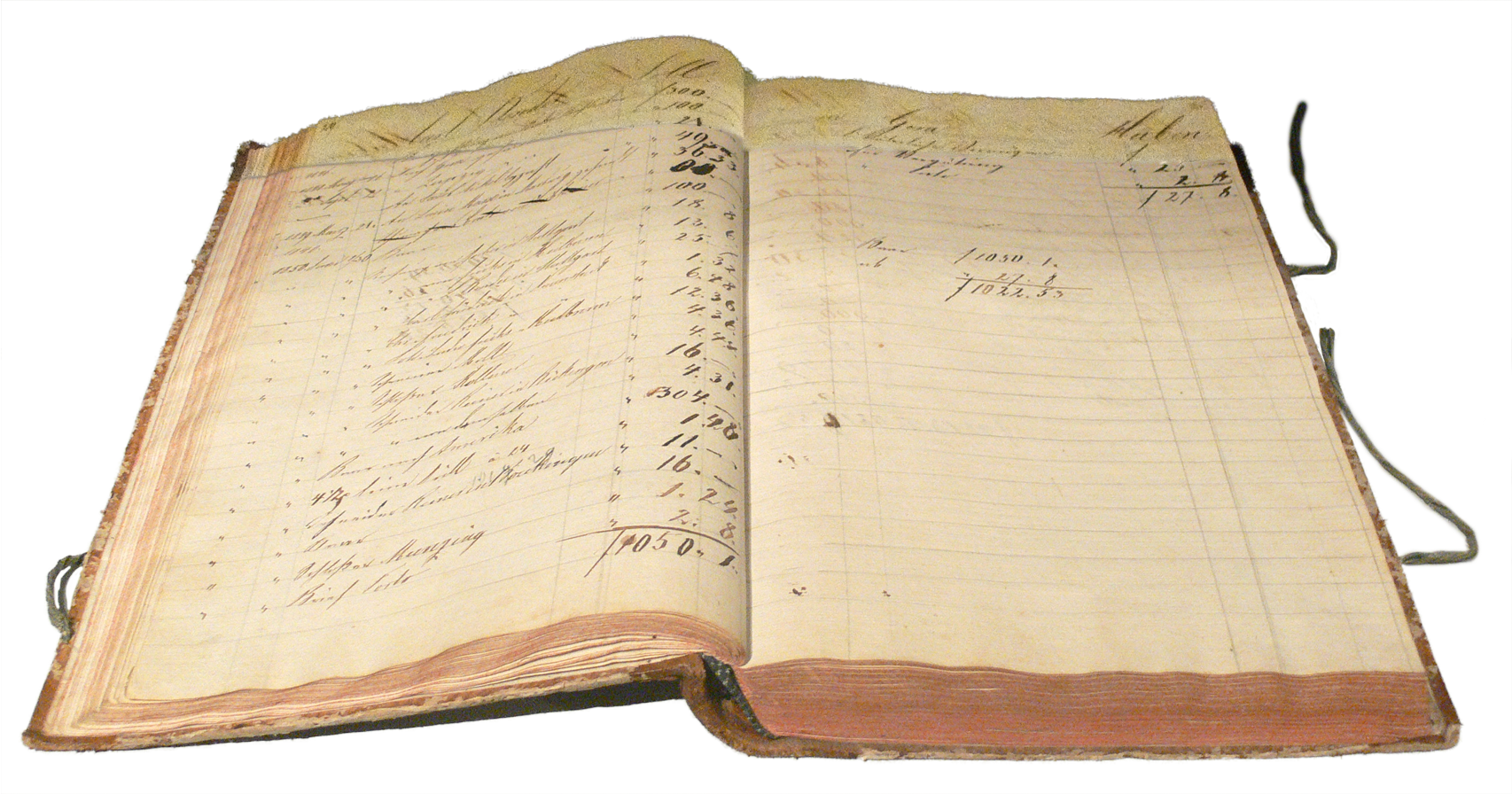

التقييم الذاتي للرقابة مصطلح حديث بالتدقيق يمكن ترجمته على انه: (التقييم الذاتي للرقابة) ويهدف (CSA) إلى تعليم الإدارة الدنيا المسؤولية الرقابية والمتابعة والتركيز على المواضيع العالية الخطورة.
ويهدف برنامج (CSA) إلى تحسين/تدعيم مسؤوليات التدقيق، وهو ليس ببديل عنه أو بديل عن مسؤوليات التدقيق.
الأساليب الأساسية لبرامج التقييم الذاتي للرقابة :
1) الأسلوب الميسّر «الاجتماع مع فرق العمل المختلفة» شكل الأسلوب قد يكون بناء على الأهداف، المخاطر، الرقابة، العمليات في المؤسسة.
2) أسلوب الإقرار الذاتي.
3) أسلوب الإستبيان.

## وصلات خارجية
- موقع دليل المحاسبين
- The Institute of Internal Auditors
- ISACA - also known as the Information Systems Audit and Control Association
- Gives details of risk-based internal auditing
- IFRS List - The online community about IFRS/IAS and Auditing